# Muntele Șes (sit SCI)
Muntele Șes este o arie protejată (arie specială de conservare — SAC, sit de importanță comunitară — SCI) din România, desemnată în scopul protejării biodiversității și menținerii într-o stare de conservare favorabilă a florei spontane și faunei sălbatice, precum și a habitatelor naturale de interes comunitar aflate în arealul zonei de protecție. Aceasta este situată în nord-vestul Transilvaniei, pe teritoriile județelor Bihor, Cluj și Sălaj.

## Localizare
Aria naturală se întinde în partea estică a județului Bihor (pe teritoriile administrative ale comunelor: Aușeu, Borod, Bratca, Brusturi, Derna, Lugașu de Jos, Popești, Suplacu de Barcău și Șinteu și pe cel al orașului Aleșd), în cea nord-vestică a județului Cluj (pe teritoriul comunei Negreni) și în cea nord-vestică a județului Sălaj (pe teritoriile administrative ale comunelor: Hălmașd, Marca, Plopiș, Sâg și Valcău de Jos) și este străbătută de drumul național DN1H, care leagă orașul Aleșd de municipiul Zalău. 

## Înființare
Zona a fost declarată sit de importanță comunitară prin Ordinul nr. 2.387 din 29 septembrie 2011 (pentru modificarea Ordinului ministrului mediului și dezvoltării durabile nr. 1.964/2007 privind instituirea regimului de arie naturală protejată a siturilor de importanță comunitară, ca parte integrantă a rețelei ecologice europene Natura 2000 în România) și se întinde pe o suprafață de 34.978,9 de hectare, incluzând rezervația naturală Mlaștina de la Iaz. Acesta a fost protejat și ca arie specială de conservare (ROSAC0321) în mai 2022. Situl a fost protejat și ca arie specială de conservare în mai 2022.
Situl reprezintă o zonă naturală (păduri de foioase, păduri în amestec, pășuni, mlaștini, turbării, terenuri arabile cultivate și pajiști) încadrată în bioregiunea continentală a  Plopișului (unitate de relief a Apusenilor, aparținând de lanțul muntos al Carpaților Occidentali). 
Structura Munților Plopiș se evidențiază prin suprafețele netezite (ce imprimă reliefului aspectul unei câmpii suspendate) și cele câteva măguri (Dealurile Silvaniei, Dealul Măgura, Măgura Chilioarei) fragmentate de apele Barcăului (cu afluenții de draepta: Valea Iazului și Valea Mare) în culmi strâmte, ce cad în trepte, până la o altitudine de 400 m. Principala trăsătură a acestor măguri domoale este dată de reliefului exhumat rezultat în urma eroziunii sedimentelor terțiare ce au acoperit resturile de cristalin, scoțând la vedere petice din vechea platformă paleocenă.

## Biodiversitate
Muntele Șes prezintă o arie naturală cu o diversitate floristică și faunistică ridicată, exprimată atât la nivel de specii cât și la nivel de ecosisteme terestre.

### Habitate
Acesta dispune de 16 tipuri de habitate (Păduri de fag de tip Luzulo-Fagetum, Păduri de fag de tip Asperulo-Fagetum, Păduri medioeuropene de fag din Cephalanthero-Fagion, Păduri de stejar cu carpen de tip Galio-Carpinetum, Păduri balcano-panonice de cer și gorun, Păduri dacice de stejar și carpen, Păduri aluviale cu Alnus glutinosa și Fraxinus excelsior (Alno-Padion, Alnion incanae, Salicion albae), Tufărișuri subcontinentale peri-panonice, Pajiști stepice subpanonice, Pajiști de altitudine joasă (Alopecurus pratensis, Sanguisorba officinalis), Comunități de lizieră cu ierburi înalte higrofile de la câmpie până în etajele montan și alpin, Râuri cu maluri nămoloase cu vegetație din Chenopodion rubri și Bidention, Cursuri de apă din zona de câmpie până în etajul montan, cu vegetație din Ranunculion fluitantis și Callitricho-Batrachion, Turbării degradate capabile de regenerare naturală, Versanți stâncoși cu vegetație chasmofitică pe roci silicioase și Versanți stâncoși cu vegetație chasmofitică pe roci calcaroase); ce adăpostesc o gamă diversă de floră și faună specifică lanțului carpatic al Occidentalilor. 

### Faună
La baza desemnării sitului se află mai multe specii faunistice, unele enumerate în anexa I-a a Directivei Consiliului European 92/43/CE din 21 mai 1992 (privind conservarea habitatelor naturale și a speciilor de faună și floră sălbatică), altele endemice sau aflate pe lista roșie a IUCN; astfel: trei mamifere: lup cenușiu (Canis lupus), râs eurasiatic (Lynx lynx) și liliacul comun (Myotis myotis); doi amfibieni: ivorașul-cu-burta-galbenă (Bombina variegata) și tritonul cu creastă (Triturus cristatus) și patru nevertebrate: racul-de-ponoare (Austropotamobius torrentium), croitorul alpin (Rosalia alpina), cosaș (Isophya stysi) și un cărăbuș din specia Carabus variolosus. 

### Floră
Flora sitului este una diversă și are în componență arbori și arbusti cu specii de: stejar (Quercus robur), gorun (Quercus petraea), carpen (Carpinus betulus), cer (Quercus cerris), paltin de munte (Acer pseudoplatanus), frasin (Fraxinus excelsior), ulm (Ulmus foliaceae), mesteacăn (Betula pendula), arin (Alnus glutinosa) și răchită (Salix fragilis), soc roșu (Sambucus racemosa) și socul negru (Sambucus nigra), salbă moale (Euonymus europaeus), alun (Corylus avellana), lemnul câinelui (Ligustrum vulgare), sânger (Cornus sanguinea), corn (Cornus mas), păducel (Crataegus monogyna), porumbar (Prunus spinosa), zmeur (Rubus idaeus), mur (Rubus fruticosus), măceș (Rosa canina).

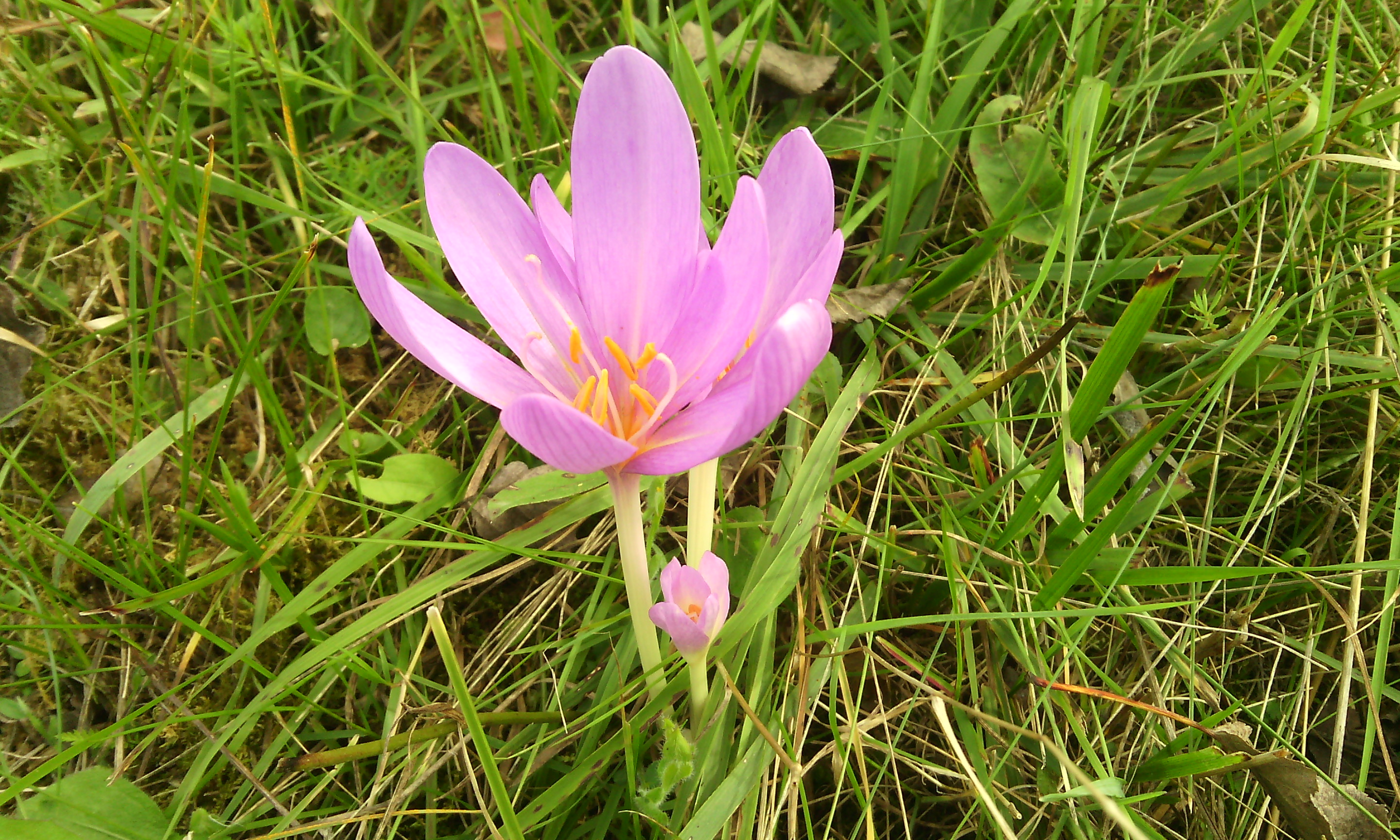
Brândușă de toamnă (Colchicum autumnale)

La nivelul ierburilor vegetează mai multe rarități floristice; printre care: clopoței (Campanula rotundifolia ssp. polymorpha), floare-de-perină (Anthemis tinctoria), roua cerului (Drosera rotundifolia), trestioară (Calamagrostis canescens), sclipeți (Potentila erecta), șuvară (Molinia caerulea), papură (Typha latifolia), spetează (Juncus effusus), pușca-dracului (Phyteuma tetramerum), sipică (Scabiosa lucida), coada-iepurelui (Sesleria rigida), brândușă de toamnă (Colchicum autumnale), șofrănel (Crocus banaticus), buzdugan-de-apă (Sparganium erectum), bumbăcăriță (Eriophorum augustifolium), didiței (Pulsatilla montana), crușin (Rhamnus frangula),  plămânărică (Pulmonaria officinalis), ghiocel (Galanthus nivalis), lușcă (Leucojum vernum), sulfină (melilotus officinalis), podbal (Tussilago farfara), scai vânăt (Eringium planum), coada-calului (Equisetum arvense), ciuboțica cucului (Primula veris), coada șoricelului (Achillea millefolium), ciclamen (Cyclamen purpurascens), găinușe (Isopyrum thalictroides), brebenei (Corydalis solida), rostopască (Chelidonium majus), talpa gâștii (Leonurus cardiaca), tătăneasă (Symphytum officinale), țintaură (Centaurium umbellatum), traista-ciobanului (Capsella bursa-pastoris), colilie (Stipa pulcherrima) sau rogoz (Carex vesicaria).

## Căi de acces
- Drumul național DN1H pe ruta: Zalău - Vârșolț - Șimleu Silvaniei - Nușfalău - Drighiu - Halmășd.

## Monumente și atracții turistice
În arealul sitului și în vecinătatea acestuia se află numeroase obiective de interes istoric, cultural și turistic (lăcașuri de cult, castele, cetăți, muzee, arii naturale protejate); astfel:

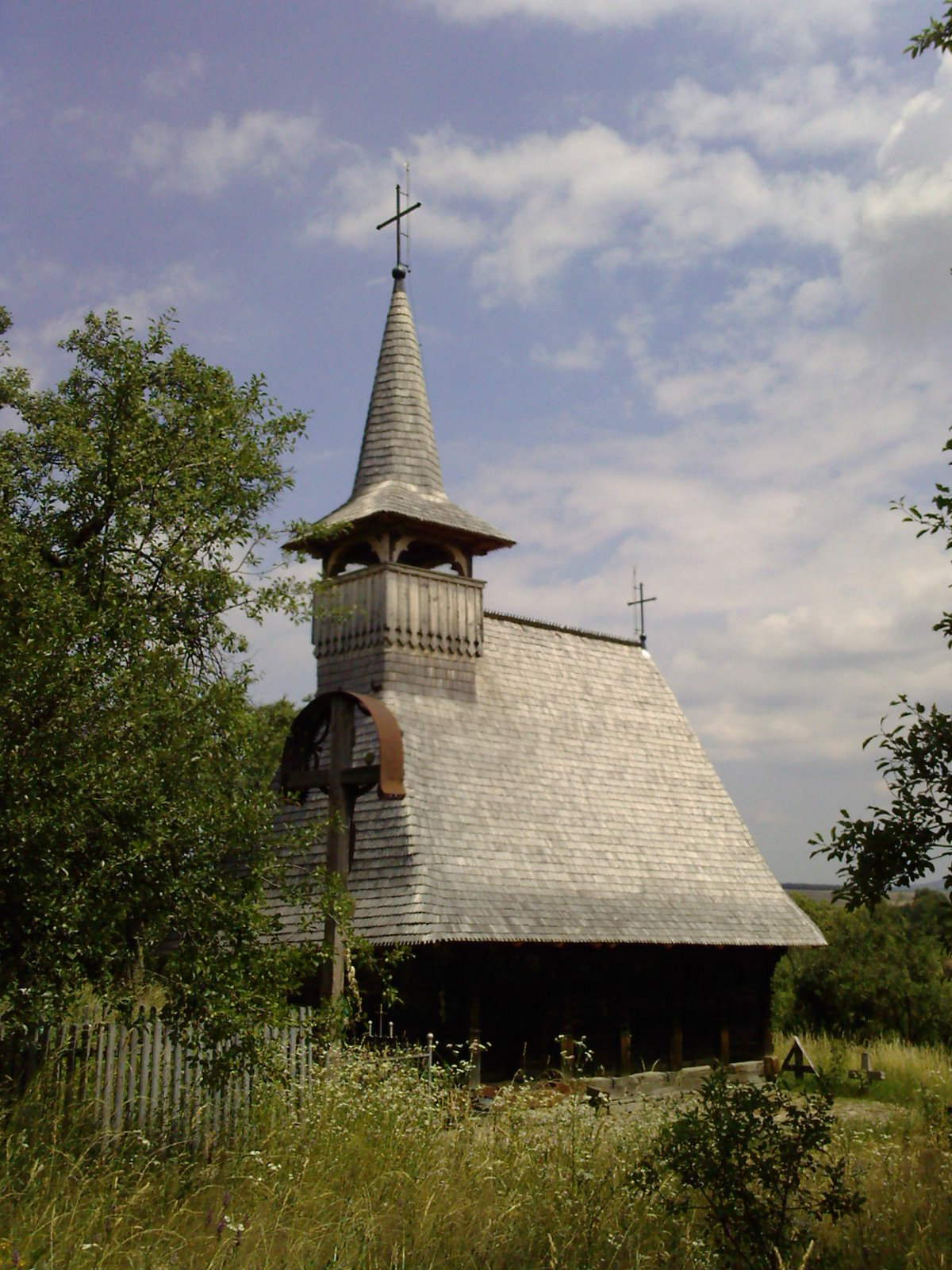
Biserica de lemn din Sârbi

- Biserica de lemn „Înălțarea Domnului” din Porț, construcție 1792, monument istoric.
- Biserica de lemn "Sfinții Arhangheli Mihail și Gavril" din satul Tusa, construcție secolul al XVIII-lea, monument istoric.
- Biserica reformată din satul Valcău de Jos, construcție 1896, monument istoric.
- Biserica de lemn „Sfinții Arhangheli Mihail și Gavriil” din Gheghie, construcție secolul al XVIII-lea, monument istoric.
- Biserica de lemn "Sfinții Arhangheli Mihail și Gavriil" din Sârbi, construcție secolul al XVIII-lea, monument istoric.
- Biserica de lemn „Sfântul Gheorghe” din Luncșoara, construcție secolul al XVIII-lea, monument istoric.
- Biserica de lemn „Sfinții Arhangheli Mihail și Gavriil” din Breznea, construcție 1723, monument istoric.
- Biserica de lemn din Valea Crișului, construcție 1783, monument istoric.
- Biserica de lemn din Țigăneștii de Criș, construcție secolul al XVIII-lea, monument istoric.
- Biserica de lemn „Sf. Nicolae” din Sacalasău, construcție 1700, monument istoric.
- Biserica de lemn  „Buna Vestire” din Lugașu de Sus, construcție 1700, monument istoric.
- Biserica de lemn "Adormirea Maicii Domnului" a schitului "Sf. Ilie" din Aleșd, construcție 1770, monument istoric.
- Biserica de lemn „Adormirea Maicii Domnului” din Bucea, construcție 1880, monument istoric.
- Castelul de vânătoare „Zichy” din satul Gheghie, construcție 1860, monument istoric.
- Fortificația militară romană de la Negreni (Cetatea Turcilor).
- Cetatea Valcăului (ruină) din satul Sub Cetate, construcție secolul al XIII-lea, monument istoric
- Muzeul de etnografie din Iaz.
- Arii protejate: Locul fosilifer de la Cornițel, Calcarele cu hippuriți din Valea Crișului, Gruiul Pietrii, Locul fosilifer de la Cornițel, Locul fosilifer din Valea Lionii-Peștiș, Balta Cehei, Rezervația peisagistică Tusa-Barcău.